# Didier Pironi
 Didier Pironi, född 26 mars 1952 i Villecresnes i Val-de-Marne, död 23 augusti 1987 i Storbritannien, var en fransk racerförare. Han var halvbror till och kusin med racerföraren José Dolhem.

## Racingkarriär
Pironi vann sportvagnsloppet Le Mans 24-timmars i en Renault Alpine tillsammans med Jean-Pierre Jaussaud 1978. 
Pironi såg länge ut som en blivande världsmästare i formel 1 1982 men han slutade på andra plats. Hans formel 1-karriär tog plötsligt slut efter en våldsam krasch under träningen inför Tysklands Grand Prix 1982. Pironi ådrog sig då så allvarliga benskador att han var tvungen att lämna sporten. De tre loppen före hade han kommit etta, tvåa och trea. 
Hans behov av utmanande tävlingar gjorde att han istället började köra racerbåt. Han omkom under en båttävling fem år senare vid Solent utanför Isle of Wight.

## F1-karriär
| Säsong                | Stall/Tillverkare     | Placering             | Lopp | Poäng | Etta | Tvåa | Trea | Pole | Varv |
| --------------------- | --------------------- | --------------------- | ---- | ----- | ---- | ---- | ---- | ---- | ---- |
| 1978                  | Tyrrell-Ford          | 15                    | 16   | 7     |      |      |      |      |      |
| 1979                  | Tyrrell-Ford          | 11                    | 15   | 14    |      |      | 2    |      |      |
| 1980                  | Ligier-Ford           | 5                     | 14   | 32    | 1    | 1    | 3    | 2    | 2    |
| 1981                  | Ferrari               | 13                    | 15   | 9     |      |      |      |      | 1    |
| 1982                  | Ferrari               | 2                     | 12   | 39    | 2    | 2    | 2    | 2    | 2    |
| Sammanlagt 5 säsonger | Sammanlagt 5 säsonger | Sammanlagt 5 säsonger | 72   | 101   | 3    | 3    | 7    | 4    | 5    |

| 1. Belgien 1980 2. San Marino 1982 3. Nederländerna 1982 |

| 1. Frankrike 1980 2. Monaco 1982 3. Storbritannien 1982 |

| 1. Belgien 1979 2. USA 1979 3. Sydafrika 1980 4. Kanada 1980 5. USA 1980 6. USA East 1982 7. Frankrike 1982 |

| 1. Monaco 1980 2. Storbritannien 1980 3. Kanada 1982 4. Tyskland 1982 |

| 1. Storbritannien 1980 2. Kanada 1980 3. Las Vegas 1981 4. San Marino 1982 5. Kanada 1982 |